# SN 2002ga
SN 2002ga – supernowa odkryta 22 września 2002 roku w galaktyce A033232-2753. W momencie odkrycia miała maksymalną jasność 24,90m.